# Axioma Ethica Odini
Albums de Enslaved
Vertebrae
Axioma Ethica Odini est le onzième album studio du groupe de Black metal norvégien Enslaved. L'album est sorti le 27 septembre 2010 sous le label Indie Recordings.

## Titres
1. Ethica Odini
2. Raidho
3. Waruun
4. The Beacon
5. Axioma
6. Giants
7. Singular
8. Night Sight
9. Lightening
10. Jotunblod - Bonus track
11. Migration - Bonus track